# ID&T
ID&T é uma empresa holandesa de entretenimento sediada em Amsterdã e que atualmente atua em mais de 20 países, sendo a maior do mundo em organização de eventos de dança e música e responsável por promover festivais de grande sucesso, bem como Mysteryland, Sensation e Tomorrowland.
A companhia foi fundada em 1992 por Irfan van Ewijk, Duncan Stutterheim e Theo Lelie (onde as inicias de seus nomes dão nome a empresa). Em 2013, 75% da empresa foi adquirido pela americana SFX Entertainment por uma quantia de US$ 130 milhões.

## Eventos produzidos pela empresa
- Thunderdome
- Dirty Dutch
- Energy
- Welcome to the Future
- Mysteryland
- Indian Summer Festival
- Sensation
- Black
- Amsterdam Music Festival
- OneTribe Festival